# آرمن آباغیان
آرمن آرتاوازدی آباغیان (ارمنی: Արմեն Արտավազդի Աբաղյան؛ ۱ ژانویهٔ ۱۹۳۳ – ۱۸ نوامبر ۲۰۰۵) فیزیکدان اهل ارمنستان که از بازرسان آژانس بین‌المللی انرژی اتمی بود.

## زندگی‌نامه
وی در ۱ ژانویهٔ ۱۹۳۳ در استپاناکرت به دنیا آمد و از انستیتو مهندسی فیزیک مسکو و انستیتو فیزیک و فناوری مسکو فارغ‌التحصیل گشت. وی عضو مکاتبه‌ای آکادمی علوم روسیه بود. وی برندهٔ جوایزی همچون نشان آنانیا شیراکاتسی ()، نشان پرچم سرخ کار و نشان دوستی خلق شده‌است. وی در ۱۸ نوامبر ۲۰۰۵ در سن ۷۲ سالگی در مسکو درگذشت و در گورستان ترویکوروفسکوی به خاک سپرده شد.

## یادداشت
1. ↑  տեխնիկական գիտությունների դոկտոր